# Appio Claudio

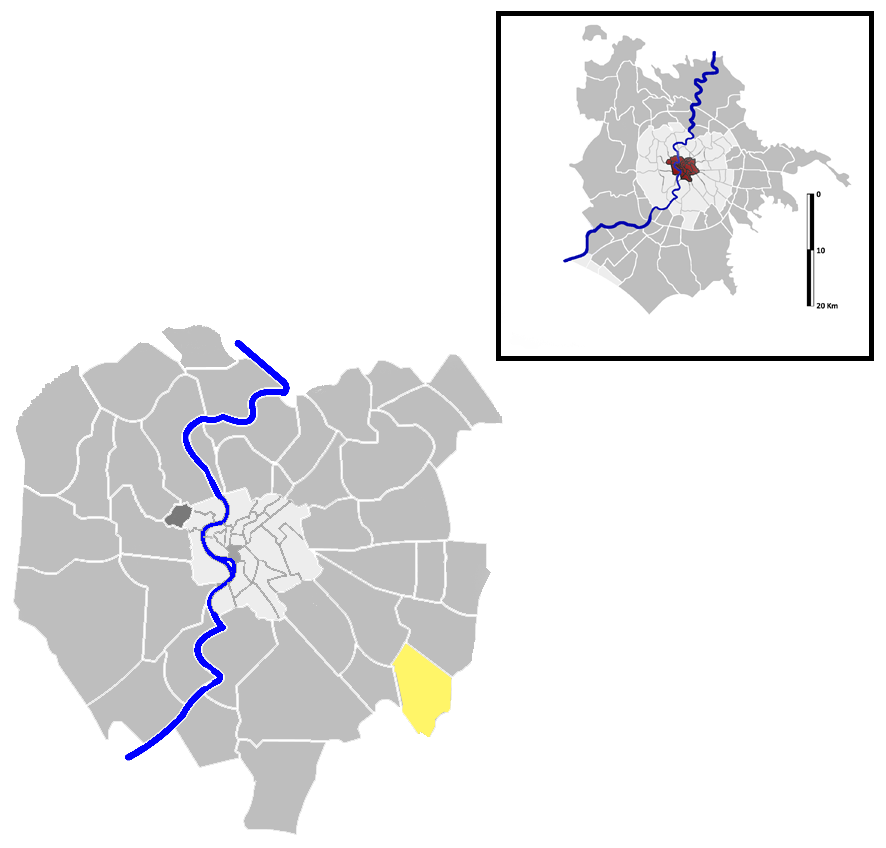
Quartiere Appio Claudio

Appio Claudio é o vigésimo-quinto quartiere de Roma e normalmente indicado como Q. XXV. Este mesmo topônimo indica a zona urbana 10B do Municipio VII da região metropolitana de Roma Capitale. Seu nome é uma homenagem político e escritor da Roma Antiga Ápio Cláudio Cego, responsável pela construção da Via Ápia e do aqueduto Água Ápia.

## Geografia
O quartiere Appio Claudio fica localizado na zona leste da cidade. Suas fronteiras são:
- A nordeste está o quartiere Q. XXIV Don Bosco, separado pela Via Tuscolana.
- A leste está a zona Z. XVIII Capannelle, separado pela via delle Capannelle, da Via Tuscolana até a Via Appia Nuova.
- A oeste está a zona Z. XXI Torricola, separada pela Via Appia Nuova e os quartieres Q. XXVI Appio-Pignatelli, separado também pela Via Appia Nuova até a Via del Quadraro, e Q. VIII Tuscolano, separado pela Via del Quadraro, da Via Appia Nuova e a Via Tuscolana.

## História

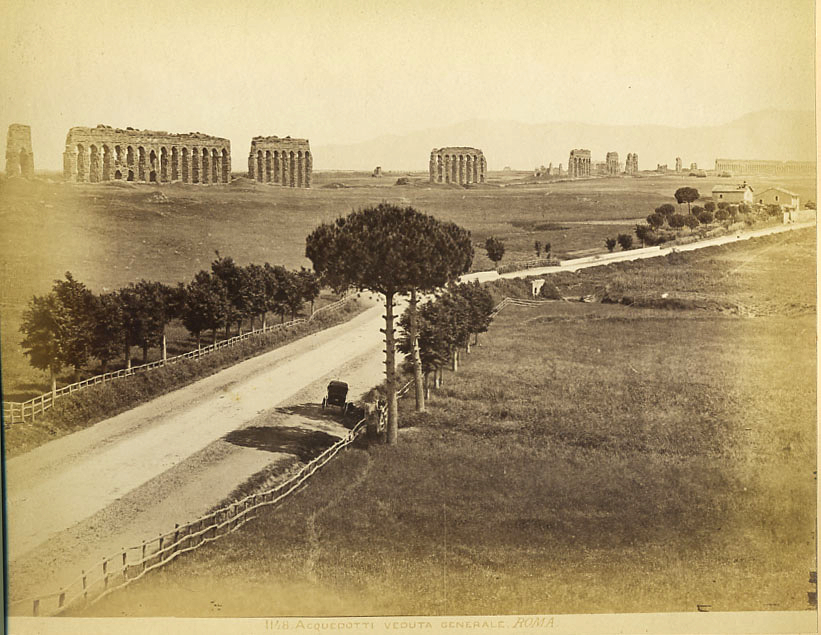
Vista da região na década de 1870.

Este quartiere foi criado principalmente na década de 1950 graças a uma intervenção da INA-Casa, a estatal italiana responsável pelas moradias públicas, seguida de uma lenta implantação da infraestrutura necessária. Contudo, a região foi, desde o início, acometida por problemas como alta criminalidade e conflitos entre os habitantes do quartiere e de assentamentos pobres conhecidos na época como baraccati ("barracados"), formado por migrantes advindos de regiões como Abruzzo, Molise e Calabria. Eles geralmente viviam sob o aqueduto Água Feliz em casebres similares a barracas (e daí o nome), um tipo de assentamento conhecido no Brasil como "favela". Foi ali, nas imediações da paróquia de San Policarpo, que um padre chamado Don Sardella criou a primeira escola para estes migrantes. 
A criação oficial do quartiere ocorreu em 1961, quando o subúrbio S. V Tuscolano foi extinto e seu território foi dividido entre os novos quartieres Q. XXIV Don Bosco e Q. XXV Appio Claudio. Por este motivo, ainda é possível encontrar placas viárias na região com a numeração "S. V".
O desmantelamento desta comunidade começou na década de 1970 com a ocupação da paróquia e com a construção de apartamentos populares motivadas pelo interesse do pároco da época, o monsenhor Sisto Gualtieri. Uma parte dos migrantes passou a viver em apartamentos em Ostia Lido e outros, em apartamentos na própria paróquia.
Atualmente, esta área, completamente reestruturada, é chamada de Parco degli Acquedotti por causa da presença de vários aquedutos romanos no local, especialmente a Água Cláudia (do século IV) e a Água Feliz, restaurada pelo papa Sisto V no século XVI. Em 1980, um novo estímulo para o desenvolvimento urbano da região foi dado pela abertura da "Linea A" do metrô de Roma, de importância vital para o quartiere. As obras levaram vinte anos, marcados por interrupções e polêmicas. Ainda na década de 1980, foram realizadas intervenções para valorizar o Parco, incluindo a demolição dos últimos barracos. Em 2007, os últimos jardins particulares ilegais na área do parque foram desmantelados, o que devolveu à região uma área livre de uso público rica em achados arqueológicos.

## Descrição
Como já ocorre em outras áreas da cidade, as denominações oficiais dos quartieres não necessariamente correspondem aos nomes utilizados pela população em geral. Assim como no caso do quartiere Don Bosco, o Appio Claudio coincide, em parte, com a região comumente chamada de Cinecittà por causa da proximidade com a famosa cidade cenográfica.
A área edificada do quartiere fica adjacente à Via Tuscolana, na altura da Viale Giulio Agricola e o Largo Appio Claudio, onde ficava, até a década de 2000, o Mercato Appio Claudio. Ao sul desta região está uma área não construída que compreende o Parco degli Acquedotti, recortado, de nordeste a sudoeste, por aquedutos romanos, pela Via Appia Nuova e pelas duas ferrovias que seguem na direção de Cassino e Formia. Marcado por condomínios com sete ou oito andares, vias estreitas e sem jardins, modelos típicos de moradias populares nas décadas de 1950 e 1960, a região do quartiere ao redor do Parco e ao longo da Via Lemonia por uma ocupação menos intensa.
Perto da Via Appia Nuova está a zona residencial conhecida como "Statuario", ligada ao território de Appio Claudio depois da Segunda Guerra. O nome desta região, de origem antiga, pode estar ligada à descoberta de várias estátuas no local ou, alternativamente, ao fato de ali terem habitado vários escultores.

## Vias e monumentos
- Campo Barbarico
- Parco regionale dell'Appia antica
- Roma Vecchia
- Tor Fiscale
- Via Appia Nuova
- Via Tuscolana

### Antiguidades romanas
- Parco degli Acquedotti
  - Água Ânio Novo
  - Água Ânio Velho
  - Água Cláudia
  - Água Júlia
  - Água Feliz
  - Água Márcia
  - Água Tépula
  - Túmulo dos Cem Degraus

## Edifícios

### Palácios evillas
- Casale Roma Vecchia
- Villa dei Sette Bassi
- Villa delle Vignacce

### Igrejas
- Santa Barbara
- Cappella del Divino Amore delle Suore dell'Assunzione
- Sant'Ignazio d'Antiochia
- Cappella della Madonna del Buon Consiglio a Tor di Mezza Via
- San Policarpo